# Nami
Nami (ナミ?) è una dei protagonisti del manga One Piece, scritto e disegnato da Eiichirō Oda, e delle sue opere derivate. È una ladra che incrocia il cammino di Monkey D. Rufy e della sua ciurma nel Mare Orientale. Inizialmente una subordinata di Arlong, con la sconfitta dell'uomo-pesce Nami entra definitivamente a far parte della ciurma di Cappello di paglia in qualità di navigatrice. Il suo sogno è di disegnare una mappa perfetta del mondo, impresa mai compiuta a causa della rigida natura della Rotta Maggiore.

## Concezione e sviluppo
Anche prima che One Piece fosse ufficialmente serializzato, Oda aveva già in mente il personaggio di Nami. Una ragazza simile a Nami chiamata Rezel era presente in Forward, abbozzo di One Piece risalente al 1994. Nella prima versione di Romance Dawn, il prototipo che poi sarebbe diventato il serial One Piece, vi era un personaggio di nome Silk, figlia abbandonata di un pirata. Nell'aspetto è praticamente identica a Nami, sia in viso che nel vestiario, a parte i suoi lunghi capelli (Nami, inizialmente, li ha corti). Nonostante alcuni aspetti della sua personalità fossero simili a quelli di Nami, il personaggio resta comunque molto diverso: non era una ladra e non era interessata al denaro, ma solo a difendere il suo villaggio dai pirati. Anche nella seconda versione di Romance Dawn vi è un personaggio simile a Nami, di nome Ann: fisicamente differiscono solo nei capelli, blu anziché arancioni. Il carattere di Ann è molto più vicino a quello di Nami di quanto non lo fosse quello di Silk, ma nonostante ciò è ancora molto lontano da quello del personaggio di One Piece.
La prima bozza vera e propria del personaggio di Nami presenta differenze fisiche sostanziali da quello poi utilizzato nella serie: volto, capelli e corporatura sono grossomodo le stesse, ma la prima versione presenta cicatrici su braccia, gambe e torso, oltre all'assenza del piede destro e della mano sinistra, sostituiti con delle protesi meccaniche; inoltre, la Nami originale era armata di una gigantesca ascia.

## Biografia del personaggio

### L'infanzia, il Mare Orientale e la prima metà della Rotta Maggiore

Copertina italiana del volume 1 del manga, raffigurante i primi membri della ciurma: da sinistra Nami, Rufy e Zoro

Nami è un'orfana che, da neonata, è stata adottata assieme alla sorellastra Nojiko da Bellmer, una tenente della marina. Le tre andarono ad abitare al villaggio di Coco, sull'Arcipelago di Orange nel Mare orientale. Otto anni dopo il villaggio venne preso di mira però dal pirata uomo-pesce Arlong, che lo occupò con la sua ciurma imponendo delle tasse enormi agli abitanti: Bellmer, non potendo pagare sia per lei che per le due bambine, venne uccisa dal pirata in cambio della vita delle figlie. Nami venne poi rapita da Arlong e costretta a far loro da cartografa, tatuandole sul braccio il simbolo della loro ciurma. L'uomo-pesce però strinse con lei un patto: se fosse riuscita a procurarsi cento milioni di berry avrebbe potuto ricomprarsi il villaggio. Da quel giorno, quindi, Nami iniziò a rubare i tesori agli altri pirati, per riuscire a raggiungere la quota necessaria. 
Anni dopo, mentre stava tentando di rubare i tesori della ciurma di Bagy, conosce Monkey D. Rufy e Roronoa Zoro. Assieme a loro neutralizza i pirati rubando i loro tesori: in seguito, dopo aver sgominato la banda di Kuro e conosciuto il cecchino Usop, li tradisce rubando loro la nave e dirigendosi al suo villaggio, essendo quasi riuscita a ottenere la cifra richiesta da Arlong: il denaro le viene però confiscato dal corrotto ufficiale della marina Nezumi per conto di Arlong. Nami, furiosa, tenta di cancellarsi il tatuaggio di Arlong con un coltello e al giungere di Rufy, Zoro, Usop e Sanji chiede loro aiuto. I quattro neutralizzano la ciurma di Arlong e lo stesso Nezumi, che fa mettere una taglia sulla testa di Rufy. Nami si unisce quindi ai quattro, formando la ciurma di Cappello di paglia: assieme a loro entra nella Rotta Maggiore, dove conoscono la principessa di Alabasta Nefertari Bibi. Questa rivela loro che il suo regno è stato preso di mira dal membro della Flotta dei Sette Crocodile, chiedendo loro di aiutarla: acconsentono e, partiti alla volta di Alabasta, sbarcano a Little Garden, dove affrontano il membro della Baroque Works Mr. 3: qui Nami viene punta da un insetto contraendo una grave malattia e, per curarla, la ciurma si dirige a Drum, dove conoscono il medico TonyTony Chopper, che si unisce a loro. Ad Alabasta Nami affronta e sconfigge Miss Doublefinger, mentre Rufy neutralizza Crocodile. Giunti sull'isola nel cielo, Nami aiuta Rufy ad affrontare Ener, il dispotico tiranno dell'isola. Tornati nel Mare Blu sfuggono a Foxy e all'ammiraglio Aokiji, ma a Water seven Nico Robin, archeologa unitasi a loro ad Alabasta, viene rapita dalla CP9: la ciurma, assieme al cyborg Franky, si dirige a Enies Lobby per salvarla: qui Nami neutralizza Califa. Salpati nuovamente giungono a Thriller Bark, dove conoscono lo scheletro musicista Brook e dove Nami viene rapita da Absalom per costringerla a sposarlo: liberatasi lo affronta e lo sconfigge. Al termine degli scontri conosce Laura, una piratessa che le consegna una Vivre Card di sua madre come ringraziamento per l'aiuto. Giunti all'arcipelago Sabaody la ciurma viene attaccata dall'ammiraglio Kizaru e da Orso Bartholomew, che scaglia i membri della ciurma in giro per il mondo: Nami atterra a Weatheria, isola nel cielo dove abitano vari studiosi dediti allo studio della meteorologia. Qui la ragazza, dopo aver ricevuto il messaggio del capitano sul loro prossimo incontro, inizia ad allenarsi e a migliorare le sue abilità di navigatrice.

### Il Nuovo Mondo
Dopo due anni la ciurma si riunisce nuovamente al Sabaody: insieme salpano per l'isola degli uomini-pesce, dove Nami riceve le scuse di Jinbe per quanto successo al suo villaggio. Giunti nel Nuovo Mondo sbarcano a Punk Hazard, dove Rufy stringe un'alleanza con il pirata Trafalgar Law per abbattere l'Imperatore Kaido; qui Nami aiuta dei bambini lì rinchiusi a fuggire, affidandoli poi alle cure della marine Tashigi, e il samurai Kin'emon a ritrovare il piccolo Momonosuke. Giunti a Dressrosa, regno governato dal membro della Flotta Donquijote Do Flamingo, Sanji, Nami, Brook e Chopper vengono assaltati dalla nave dell'Imperatrice Big Mom, venendo obbligati a separarsi temporaneamente dalla ciurma. I quattro si dirigono a Zo, dove conoscono la tribù dei visoni: qui Sanji viene rapito da Capone Bege, membro della ciurma di Big Mom, per costringerlo a sposarsi con Charlotte Pudding, figlia dell'imperatrice, per stipulare un'alleanza tra la famiglia Charlotte e i Vinsmoke.
Nami, assieme a Rufy, Brook, Chopper e ai visoni Pedro e Carrot, si dirige a Tottoland per salvare Sanji: qui si alleano con Capone Bege per far cadere l'imperatrice, scoprendo inoltre che la madre di Laura è proprio Big Mom e conoscendo la sua gemella Chiffon. Il loro piano però non funziona e sono costretti alla fuga: Nami, nel mentre, riesce a farsi alleato Zeus, uno degli homeys di Big Mom, e a portarlo con lei. Arrivati a Wa la ciurma si riunisce e scopre la verità su Kin'emon e sui suoi compagni, venendo a conoscenza della storia di Kozuki Oden, padre di Momonosuke. Qui Nami aiuta a preparare l'offensiva contro Kaido, aiutata dalla kunoichi Shinobu. Durante l'assalto a Onigashima affronta brevemente Ulti, riuscendo a sconfiggerla grazie all'aiuto di Zeus e all'intervento di Big Mom, giunta nel mentre a Wa; in seguito si impegna a proteggere O-Tama, unitasi al gruppo durante l'assalto, mentre questa trasforma con i suoi poteri i pirati delle cento bestie in loro alleati. Salpata da Wa, dopo aver incontrato Jewelry Bonney ed essere giunta a Egghead la ciurma incontra il dottor Vegapunk, che chiede a Rufy di aiutarlo a fuggire dall'isola consapevole che il Governo stia cercando di ucciderlo per le sue ricerche sul secolo buio: intercettati dalla CP0 e dai Cinque Astri di Saggezza riescono a fuggire aiutati dai pirati Guerrieri Giganti.

## Descrizione

### Aspetto fisico

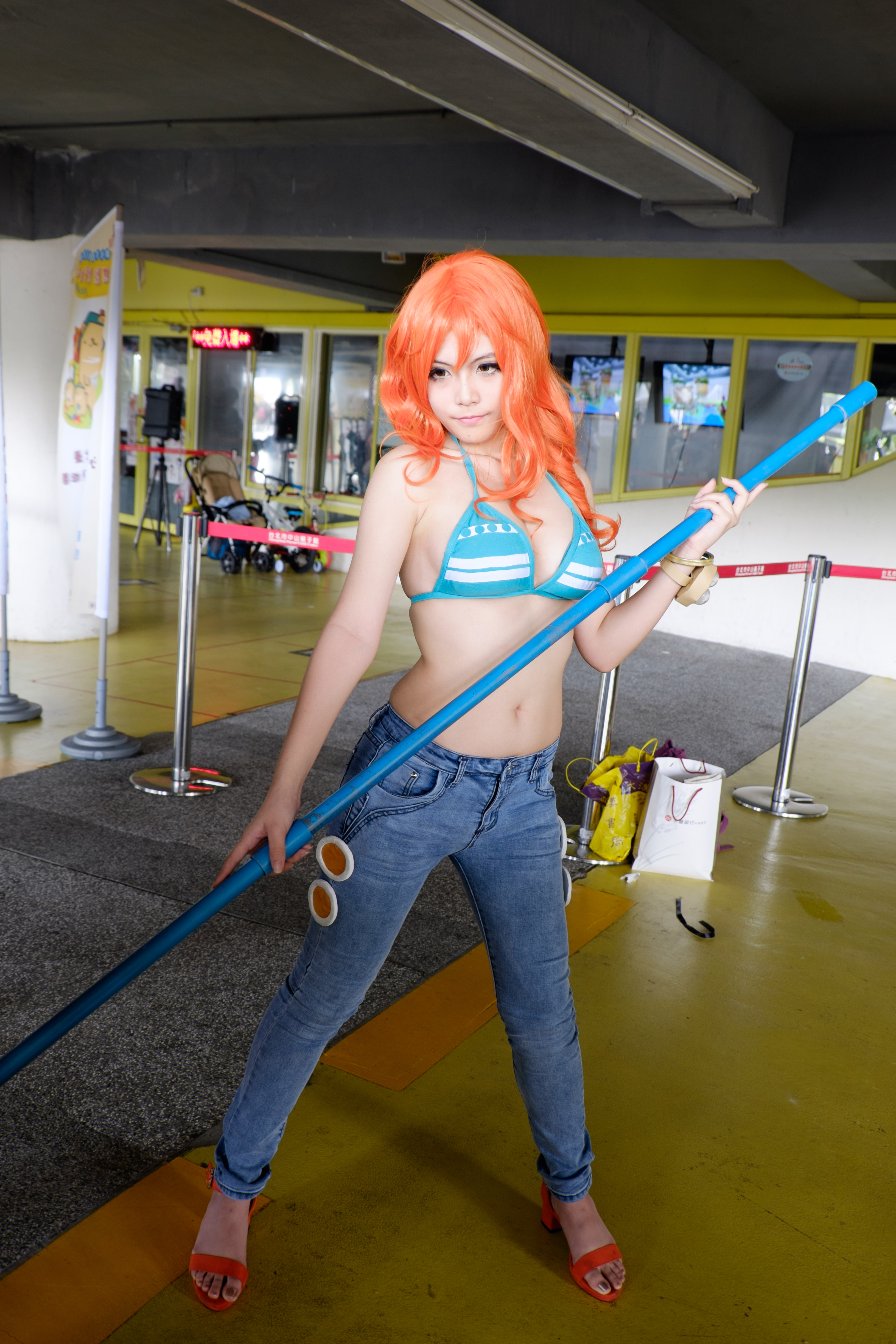
Cosplay di Nami dopo i due anni di allenamento

Nami è una bella ragazza dai capelli arancioni, inizialmente a caschetto, e gli occhi marroni. Sulla spalla sinistra ha un tatuaggio raffigurante una girandola e un mandarino, in sostituzione a quello della ciurma di Arlong che lei stessa ha cancellato. Dopo i due anni di allenamento porta i capelli lunghi. Alla sua prima apparizione ha 18 anni.

### Personalità
Nami è uno dei personaggi più razionali della ciurma: non è raro che la si veda mettere in riga i suoi compagni, tra cui lo stesso capitano Rufy, per via dei loro comportamenti irresponsabili e impulsivi. Secondo la sua doppiatrice italiana, Emanuela Pacotto, il suo carattere aperto  si è formato dopo l'ingresso nella ciurma, avendo compreso che per la prima volta in vita sua aveva dei compagni pronti a sostenerla. Inizialmente presentata come la classica "donzella in pericolo", nel corso della storia il suo personaggio si è evoluto assumendo tratti più guerrieri, scendendo in campo contro i vari avversari pur mantenendo un carattere a tratti fifone e restio agli scontri diretti, preferendo approcci più strategici.
Il sogno di Nami è quello di disegnare la mappatura di tutto il mondo, impresa mai portata a compimento a causa della natura imprevedibile della Rotta Maggiore e del fatto che, a parte i pirati di Roger, nessuno sia mai riuscito ad arrivarne alla fine. La sua necessità di recuperare soldi per ricomprare il suo villaggio da Arlong l'ha resa molto abile nei furti e ha fatto nascere in lei una passione smodata per il denaro e le ricchezze: ciò le ha fatto guadagnare il soprannome di "gatta ladra" (泥棒猫?, Dorobō neko).

### Taglia
La sua prima taglia, ricevuta dopo l'attacco a Enies Lobby, è di 16 milioni di berry, risultando essere la seconda più bassa della ciurma. Dopo i fatti di Dressrosa la taglia viene aumentata a 66 milioni. Dopo gli eventi di Wa la sua taglia viene aggiornata a 366 milioni. In  tali manifesti la foto di Nami la ritrae in posa, poiché lei aveva confuso il fotografo della marina per un giornalista.

## Stile di combattimento
Nami è uno dei personaggi più intelligenti della ciurma: lo stesso Oda la classifica come il terzo personaggio più intelligente del Mare Orientale dopo Benn Beckman e Kuro. Mancando di forza fisica paragonabile a quella di altri membri della ciurma o di poteri derivanti dai Frutti del diavolo Nami analizza il nemico per individuare i suoi punti deboli, elaborando in seguito delle tattiche per neutralizzarlo. In battaglia sfrutta il Clima Takt, un'arma particolare in grado di manipolare il clima nei dintorni, unendolo alle sue conoscenze in ambito meteorologico.

### Armi
Inizialmente Nami per combattere utilizza un bastone divisibile in tre parti. Dalla saga di Alabasta utilizza un'arma particolare, unica nel suo genere, chiamata bastone Clima-Tact (天候棒?, Kurima Takuto, "Climattack" nell'edizione italiana dell'anime): quest'arma è stata creata da Usop, ed è un bastone cavo anch'esso divisibile in tre parti; ciascuna delle tre parti è in grado di generare aria calda, fredda o lievi correnti elettriche. Nonostante fosse stato pensato da Usop per uso principalmente ludico, Nami con le sue conoscenze riesce a combinare i tre bastoni in maniera tale da creare nubi temporalesche, scagliare fulmini e creare miraggi. Durante l'attacco a Enies Lobby Nami rivela che il Clima-Tact è stato modificato con dei Dial presi sull'isola nel cielo, aumentandone la potenza: in questa forma le tre parti del bastone presentano delle sfere contenenti i Dial a una delle loro estremità. Dopo i due anni di allenamento presenta una nuova versione del bastone, detto Sorcery Clima-Tact (魔法の天候棒?, Sōsarī Kurima Takuto), potenziata con la scienza di Weatheria e in seguito ulteriormente migliorato da Usop, che lo rende più compatto ma in grado di allungarsi.

## Accoglienza
In tutti i sondaggi condotti tra i fan della serie, Nami è risultata essere nella top ten dei personaggi più amati: quinta nel 1999 e 2002, settima nel 2006, sesta nel 2008, e ottava nel 2014 e 2017 e per la prima volta si classifica terza nel 2021. Retrospettivamente, la rivista Famitsū ha classificato Nami come la dodicesima eroina più famosa degli anime degli anni '90.

### Critica
Il retroscena a lei dedicato è stato considerato una "storia toccante" e carica di emotività da Jarred Pine di Mania Entertainment. Pine ha anche affermato che Nami è il suo personaggio preferito della serie e si è ritenuto soddisfatto di come il manga abbia mostrato il suo passato. Activeanime ha descritto Nami come uno dei migliori personaggi della serie, in quanto "è coraggiosa, intelligente e disposta a reagire con un pugno deciso quando serve", e ne ha apprezzato ugualmente il passato. In un sondaggio condotto dalla rivista Newtype per stabilire l'eroina degli anime preferita del 2002, Nami si è posizionata al ventottesimo posto. Nel 2008 è stata invece nominata nella categoria "miglior personaggio femminile" nell'ambito di una rassegna di premi per l'industria d'animazione giapponese promossa dalla Society for the Promotion of Japanese Animation.

### Impatto culturale
Nami è stata ritratta in una statua di bronzo posta nella prefettura di Kumamoto, città natale dell'autore Eiichiro Oda, come ringraziamento per il suo supporto dopo il terremoto del 2016. La statua, appartenente a una serie raffigurante i membri della ciurma di Cappello di paglia, è stata inaugurata il 31 luglio 2021.

## Altri media
Nel dicembre 2019 è iniziata la serializzazione sulla rivista One Piece Magazine di un romanzo dedicato a Nami, scritto e illustrato da Jun Esaka. Nami è stata poi la testimonial in una pubblicità televisiva giapponese per la campagna Hungry Days, per pubblicizzare la marca di noodles istantanei Cup Noodle.